# 瑞穂市立巣南中学校
瑞穂市立巣南中学校（みずほしりつ すなみちゅうがっこう）は、岐阜県瑞穂市ある公立中学校。
校名は、本巣郡の南部に由来するといい、巣南町発足以前につけられたものである。

## 沿革
- 1947年（昭和22年）
  - 4月1日 - 川崎村鷺田村船木村学校組合立巣南中学校として開校。本校は船木小学校の校舎の一部を仮校舎とし、川崎小学校及び鷺田小学校の校舎の一部を使用して分校を設置。
  - 5月1日 - 開校式。
- 1949年（昭和24年）4月1日 - 現在地に新築移転。川崎分校、鷺田分校を廃止。
- 1954年（昭和29年）9月20日 -　川崎村、鷺田村、船木村が合併し巣南村が発足。同時に巣南村立巣南中学校に改称する。
- 1957年（昭和32年）7月1日 - 宝江地区が穂積町へ編入され、宝江地区の生徒は穂積町立穂積中学校へ転出する。
- 1964年（昭和39年）4月1日 - 町制施行により巣南町となる。同時に巣南町立巣南中学校に改称する。
- 1970年（昭和45年） - 新校舎（鉄筋コンクリート造3階建）が完成する。
- 1981年（昭和56年） - 柔剣道場が完成する。
- 1982年（昭和57年） - 校舎を増築する。
- 1992年（平成4年） - 新体育館が完成する。
- 2003年（平成15年）5月1日 - 穂積町と巣南町合併し、瑞穂市が発足。同時に瑞穂市立巣南中学校に改称する。

## 通学区域[1]
旧・本巣郡巣南町全域に該当する。
- 古橋
- 横屋
- 中宮
- 呂久
- 重里
- 美江寺
- 十七条
- 十八条
- 七崎
- 居倉
- 森
- 田之上
- 唐栗
- 宮田
- 大月

## 進学前小学校
- 中小学校
- 西小学校
- 南小学校

## 交通アクセス
- みずほバス

十九条古橋線「巣南庁舎」バス停より徒歩約3分。

## 著名な出身者
- 豊田晃大 - サッカー選手